# 2021-es Formula–1 stájer nagydíj
A stájer nagydíj volt a 2021-es Formula–1 világbajnokság nyolcadik futama, amelyet 2021. június 25. és június 27. között rendeztek meg a Red Bull Ringen, Spielberg városában.

## Választható keverékek
| Abroncs              | Friss | Használt |
| -------------------- | ----- | -------- |
| Kemény keverék (C2)  |       |          |
| Közepes keverék (C3) |       |          |
| Lágy keverék (C4)    |       |          |
| Átmeneti esőgumi (I) |       |          |
| Teljes esőgumi (W)   |       |          |

## Szabadedzések

### Első szabadedzés
A stájer nagydíj első szabadedzését június 25-én, pénteken délelőtt tartották, magyar idő szerint 11:30-tól.
| helyezés | versenyző          | csapat/motor          | elért idő | különbség | futott kör |
| -------- | ------------------ | --------------------- | --------- | --------- | ---------- |
| 1        | Max Verstappen     | Red Bull-Honda        | 1:05,910  | −         | 34         |
| 2        | Pierre Gasly       | AlphaTauri-Honda      | 1:06,166  | +0,256    | 33         |
| 3        | Lewis Hamilton     | Mercedes              | 1:06,332  | +0,422    | 32         |
| 4        | Valtteri Bottas    | Mercedes              | 1:06,386  | +0,476    | 34         |
| 5        | Cunoda Júki        | AlphaTauri-Honda      | 1:06,397  | +0,487    | 36         |
| 6        | Fernando Alonso    | Alpine-Renault        | 1:06,519  | +0,609    | 36         |
| 7        | Esteban Ocon       | Alpine-Renault        | 1:06,551  | +0,641    | 35         |
| 8        | Lance Stroll       | Aston Martin-Mercedes | 1:06,584  | +0,674    | 33         |
| 9        | Antonio Giovinazzi | Alfa Romeo-Ferrari    | 1:06,614  | +0,704    | 29         |
| 10       | Charles Leclerc    | Ferrari               | 1:06,629  | +0,719    | 36         |
| 11       | Carlos Sainz Jr.   | Ferrari               | 1:06,630  | +0,720    | 33         |
| 12       | Daniel Ricciardo   | McLaren-Mercedes      | 1:06,669  | +0,759    | 38         |
| 13       | Sergio Pérez       | Red Bull-Honda        | 1:06,696  | +0,786    | 33         |
| 14       | Sebastian Vettel   | Aston Martin-Mercedes | 1:06,708  | +0,798    | 32         |
| 15       | George Russell     | Williams-Mercedes     | 1:06,848  | +0,938    | 32         |
| 16       | Lando Norris       | McLaren-Mercedes      | 1:06,861  | +0,951    | 35         |
| 17       | Nicholas Latifi    | Williams-Mercedes     | 1:07,180  | +1,270    | 31         |
| 18       | Mick Schumacher    | Haas-Ferrari          | 1:07,473  | +1,563    | 30         |
| 19       | Robert Kubica      | Alfa Romeo-Ferrari    | 1:07,823  | +1,913    | 30         |
| 20       | Nyikita Mazepin    | Haas-Ferrari          | 1:08,081  | +2,171    | 31         |

### Második szabadedzés
A stájer nagydíj második szabadedzését június 25-én, pénteken délután tartották, magyar idő szerint 15:00-tól.
| helyezés | versenyző          | csapat/motor          | elért idő  | különbség | futott kör |
| -------- | ------------------ | --------------------- | ---------- | --------- | ---------- |
| 1        | Max Verstappen     | Red Bull-Honda        | 1:05,412   | −         | 37         |
| 2        | Daniel Ricciardo   | McLaren-Mercedes      | 1:05,748   | +0,336    | 35         |
| 3        | Esteban Ocon       | Alpine-Renault        | 1:05,790   | +0,378    | 35         |
| 4        | Lewis Hamilton     | Mercedes              | 1:05,796   | +0,384    | 35         |
| 5        | Fernando Alonso    | Alpine-Renault        | 1:05,827   | +0,415    | 39         |
| 6        | Sebastian Vettel   | Aston Martin-Mercedes | 1:05,934   | +0,522    | 38         |
| 7        | Lando Norris       | McLaren-Mercedes      | 1:05,994   | +0,582    | 39         |
| 8        | Lance Stroll       | Aston Martin-Mercedes | 1:06,079   | +0,667    | 36         |
| 9        | Sergio Pérez       | Red Bull-Honda        | 1:06,089   | +0,677    | 36         |
| 10       | Antonio Giovinazzi | Alfa Romeo-Ferrari    | 1:06,145   | +0,733    | 37         |
| 11       | Carlos Sainz Jr.   | Ferrari               | 1:06,147   | +0,735    | 39         |
| 12       | Valtteri Bottas    | Mercedes              | 1:06,251   | +0,839    | 32         |
| 13       | Charles Leclerc    | Ferrari               | 1:06,270   | +0,858    | 39         |
| 14       | Kimi Räikkönen     | Alfa Romeo-Ferrari    | 1:06,297   | +0,885    | 41         |
| 15       | Cunoda Júki        | AlphaTauri-Honda      | 1:06,451   | +1,039    | 39         |
| 16       | George Russell     | Williams-Mercedes     | 1:06,628   | +1,216    | 39         |
| 17       | Mick Schumacher    | Haas-Ferrari          | 1:06,886   | +1,474    | 29         |
| 18       | Nyikita Mazepin    | Haas-Ferrari          | 1:07,404   | +1,992    | 30         |
| 19       | Nicholas Latifi    | Williams-Mercedes     | 1:07,669   | +2,257    | 32         |
| 20       | Pierre Gasly       | AlphaTauri-Honda      | idő nélkül | –         | 0          |

### Harmadik szabadedzés
A stájer nagydíj harmadik szabadedzését június 26-án, szombaton kora délután tartották, magyar idő szerint 12:00-tól.
| helyezés | versenyző          | csapat/motor          | elért idő | különbség | futott kör |
| -------- | ------------------ | --------------------- | --------- | --------- | ---------- |
| 1        | Lewis Hamilton     | Mercedes              | 1:04,369  | −         | 19         |
| 2        | Max Verstappen     | Red Bull-Honda        | 1:04,573  | +0,204    | 16         |
| 3        | Valtteri Bottas    | Mercedes              | 1:04,832  | +0,463    | 25         |
| 4        | Sergio Pérez       | Red Bull-Honda        | 1:05,026  | +0,657    | 21         |
| 5        | Cunoda Júki        | AlphaTauri-Honda      | 1:05,150  | +0,781    | 23         |
| 6        | Pierre Gasly       | AlphaTauri-Honda      | 1:05,298  | +0,929    | 22         |
| 7        | Charles Leclerc    | Ferrari               | 1:05,340  | +0,971    | 21         |
| 8        | Fernando Alonso    | Alpine-Renault        | 1:05,400  | +1,031    | 24         |
| 9        | Lance Stroll       | Aston Martin-Mercedes | 1:05,445  | +1,076    | 18         |
| 10       | Sebastian Vettel   | Aston Martin-Mercedes | 1:05,492  | +1,123    | 20         |
| 11       | Antonio Giovinazzi | Alfa Romeo-Ferrari    | 1:05,556  | +1,187    | 24         |
| 12       | Esteban Ocon       | Alpine-Renault        | 1:05,676  | +1,307    | 22         |
| 13       | Carlos Sainz Jr.   | Ferrari               | 1:05,698  | +1,329    | 22         |
| 14       | George Russell     | Williams-Mercedes     | 1:05,863  | +1,494    | 23         |
| 15       | Kimi Räikkönen     | Alfa Romeo-Ferrari    | 1:05,942  | +1,573    | 25         |
| 16       | Mick Schumacher    | Haas-Ferrari          | 1:05,992  | +1,623    | 24         |
| 17       | Daniel Ricciardo   | McLaren-Mercedes      | 1:06,116  | +1,747    | 20         |
| 18       | Nicholas Latifi    | Williams-Mercedes     | 1:06,119  | +1,750    | 22         |
| 19       | Lando Norris       | McLaren-Mercedes      | 1:06,654  | +2,285    | 19         |
| 20       | Nyikita Mazepin    | Haas-Ferrari          | 1:06,692  | +2,323    | 22         |

## Időmérő edzés
A stájer nagydíj időmérő edzését június 26-án, szombaton futották, magyar idő szerint 15:00-tól.
| helyezés              | rajtszám | versenyző          | csapat/motor          | 1. rész  | 2. rész  | 3. rész  | rajthely | futott kör |
| --------------------- | -------- | ------------------ | --------------------- | -------- | -------- | -------- | -------- | ---------- |
| 1                     | 33       | Max Verstappen     | Red Bull-Honda        | 1:04,489 | 1:04,433 | 1:03,841 | 1        | 19         |
| 2                     | 77       | Valtteri Bottas    | Mercedes              | 1:04,537 | 1:04,443 | 1:04,035 | 5[1]     | 22         |
| 3                     | 44       | Lewis Hamilton     | Mercedes              | 1:04,672 | 1:04,512 | 1:04,067 | 2        | 24         |
| 4                     | 4        | Lando Norris       | McLaren-Mercedes      | 1:04,584 | 1:04,298 | 1:04,120 | 3        | 17         |
| 5                     | 11       | Sergio Pérez       | Red Bull-Honda        | 1:04,638 | 1:04,197 | 1:04,168 | 4        | 21         |
| 6                     | 10       | Pierre Gasly       | AlphaTauri-Honda      | 1:04,765 | 1:04,429 | 1:04,236 | 6        | 18         |
| 7                     | 16       | Charles Leclerc    | Ferrari               | 1:04,745 | 1:04,646 | 1:04,472 | 7        | 21         |
| 8                     | 22       | Cunoda Júki        | AlphaTauri-Honda      | 1:04,608 | 1:04,631 | 1:04,514 | 11[2]    | 21         |
| 9                     | 14       | Fernando Alonso    | Alpine-Renault        | 1:04,971 | 1:04,582 | 1:04,574 | 8        | 18         |
| 10                    | 18       | Lance Stroll       | Aston Martin-Mercedes | 1:04,821 | 1:04,663 | 1:04,708 | 9        | 18         |
| 11                    | 63       | George Russell     | Williams-Mercedes     | 1:05,033 | 1:04,671 |          | 10       | 14         |
| 12                    | 55       | Carlos Sainz Jr.   | Ferrari               | 1:04,859 | 1:04,800 |          | 12       | 15         |
| 13                    | 3        | Daniel Ricciardo   | McLaren-Mercedes      | 1:05,142 | 1:04,808 |          | 13       | 14         |
| 14                    | 5        | Sebastian Vettel   | Aston Martin-Mercedes | 1:05,051 | 1:04,875 |          | 14       | 15         |
| 15                    | 99       | Antonio Giovinazzi | Alfa Romeo-Ferrari    | 1:05,092 | 1:04,913 |          | 15       | 17         |
| 16                    | 6        | Nicholas Latifi    | Williams-Mercedes     | 1:05,175 |          |          | 16       | 9          |
| 17                    | 31       | Esteban Ocon       | Alpine-Renault        | 1:05,217 |          |          | 17       | 6          |
| 18                    | 7        | Kimi Räikkönen     | Alfa Romeo-Ferrari    | 1:05,429 |          |          | 18       | 8          |
| 19                    | 47       | Mick Schumacher    | Haas-Ferrari          | 1:06,041 |          |          | 19       | 8          |
| 20                    | 9        | Nyikita Mazepin    | Haas-Ferrari          | 1:06,192 |          |          | 20       | 9          |
| 107%-os idő: 1:09,003 |          |                    |                       |          |          |          |          |            |

Megjegyzés:
- ↑ 1:  — Valtteri Bottas 3 rajthelyes büntetést kapott, amiért veszélyesen vezetett a boxutcában a második szabadedzésen.[3]
- ↑ 2:  — Cunoda Júki 3 rajthelyes büntetést kapott Valtteri Bottas feltartásáért.[4]

## Futam
A stájer nagydíj futama június 27-én, vasárnap rajtolt, magyar idő szerint 15:00-kor.
| helyezés | rajtszám | versenyző          | csapat/motor          | futott kör | idő/kiesés oka | rajthely | pont  |
| -------- | -------- | ------------------ | --------------------- | ---------- | -------------- | -------- | ----- |
| 1        | 33       | Max Verstappen     | Red Bull-Honda        | 71         | 1:22:18,925    | 1        | 25    |
| 2        | 44       | Lewis Hamilton     | Mercedes              | 71         | +35,743        | 2        | 19[3] |
| 3        | 77       | Valtteri Bottas    | Mercedes              | 71         | +46,907        | 5        | 15    |
| 4        | 11       | Sergio Pérez       | Red Bull-Honda        | 71         | +47,434        | 4        | 12    |
| 5        | 4        | Lando Norris       | McLaren-Mercedes      | 70         | +1 kör         | 3        | 10    |
| 6        | 55       | Carlos Sainz Jr.   | Ferrari               | 70         | +1 kör         | 12       | 8     |
| 7        | 16       | Charles Leclerc    | Ferrari               | 70         | +1 kör         | 7        | 6     |
| 8        | 18       | Lance Stroll       | Aston Martin-Mercedes | 70         | +1 kör         | 9        | 4     |
| 9        | 14       | Fernando Alonso    | Alpine-Renault        | 70         | +1 kör         | 8        | 2     |
| 10       | 22       | Cunoda Júki        | AlphaTauri-Honda      | 70         | +1 kör         | 11       | 1     |
| 11       | 7        | Kimi Räikkönen     | Alfa Romeo-Ferrari    | 70         | +1 kör         | 18       |       |
| 12       | 5        | Sebastian Vettel   | Aston Martin-Mercedes | 70         | +1 kör         | 14       |       |
| 13       | 3        | Daniel Ricciardo   | McLaren-Mercedes      | 70         | +1 kör         | 13       |       |
| 14       | 31       | Esteban Ocon       | Alpine-Renault        | 70         | +1 kör         | 17       |       |
| 15       | 99       | Antonio Giovinazzi | Alfa Romeo-Ferrari    | 70         | +1 kör         | 15       |       |
| 16       | 47       | Mick Schumacher    | Haas-Ferrari          | 69         | +2 kör         | 19       |       |
| 17       | 6        | Nicholas Latifi    | Williams-Mercedes     | 68         | +3 kör         | 16       |       |
| 18       | 9        | Nyikita Mazepin    | Haas-Ferrari          | 68         | +3 kör         | 20       |       |
| ki       | 63       | George Russell     | Williams-Mercedes     | 36         | túlmelegedés   | 10       |       |
| ki       | 10       | Pierre Gasly       | AlphaTauri-Honda      | 1          | defekt         | 6        |       |

Megjegyzés:
- ↑ 3:  — Lewis Hamilton a helyezéséért járó pontok mellett a versenyben futott leggyorsabb körért további 1 pontot szerzett.

## A világbajnokság állása a verseny után
| H   | Versenyzők       | Pont | H   | Konstruktőrök         | Pont |
| --- | ---------------- | ---- | --- | --------------------- | ---- |
| 1.  | Max Verstappen   | 156  | 1.  | Red Bull-Honda        | 252  |
| 2.  | Lewis Hamilton   | 138  | 2.  | Mercedes              | 212  |
| 3.  | Sergio Pérez     | 96   | 3.  | McLaren-Mercedes      | 120  |
| 4.  | Lando Norris     | 86   | 4.  | Ferrari               | 108  |
| 5.  | Valtteri Bottas  | 74   | 5.  | AlphaTauri-Honda      | 46   |
| 6.  | Charles Leclerc  | 58   | 6.  | Aston Martin-Mercedes | 44   |
| 7.  | Carlos Sainz Jr. | 50   | 7.  | Alpine-Renault        | 31   |
| 8.  | Pierre Gasly     | 37   | 8.  | Alfa Romeo-Ferrari    | 2    |
| 9.  | Daniel Ricciardo | 34   | 9.  | Williams-Mercedes     | 0    |
| 10. | Sebastian Vettel | 30   | 10. | Haas-Ferrari          | 0    |

(A teljes táblázat)

## Statisztikák
- Vezető helyen:
  - Max Verstappen: 71 kör (1-71)
- Max Verstappen 6. pole-pozíciója és 14. futamgyőzelme.
- Lewis Hamilton 56. versenyben futott leggyorsabb köre.
- A Red Bull 69. futamgyőzelme.
- Max Verstappen 49., Lewis Hamilton 171., Valtteri Bottas 60. dobogós helyezése.